# KZ Okpala
Chikezie Jake „KZ” Okpala (ur. 28 kwietnia 1999 w Orange County) – amerykański koszykarz, posiadający także nigeryjskie obywatelstwo, występujący na pozycjach niskiego lub silnego skrzydłowego.
9 lutego 2022 został wytransferowany do Oklahoma City Thunder. Dwa dni później został zwolniony. 14 września 2022 dołączył do Sacramento Kings. 25 lutego 2023 opuścił klub.

## Osiągnięcia
Stan na 26 lutego 2023, na podstawie, o ile nie zaznaczono inaczej.
NCAA
- Zaliczony do I składu Pac-12 (2019)
- Zawodnik tygodnia Pac-12 (12.11.2018)

NBA
- Wicemistrz NBA (2020)